# Foire aux picots
Passage qui nécessite plus de précision[à développer]

La Foire aux picots est une célèbre foire normande qui trouve son origine au Moyen Âge et se déroule dans les rues de Lisieux dans le Calvados.
Depuis le Moyen Âge, elle rassemble dans la capitale du pays d’Auge les éleveurs qui viennent de toute la Normandie.Elle se tient chaque année, le premier dimanche du mois d'aout.
Elle est inscrite à l'inventaire du patrimoine culturel immatériel en France depuis 2018.